# نجيب محفوظ بين الفلم والرواية
نجيب محفوظ بين الفيلم والرواية كتاب للناقد السينمائي محمود قاسم صدر عام 2011 عن الهيئة العامة لقصور الثقافة في 275 صفحة  ضمن سلسلة آفاق السينما. يقدم الكتاب قراءة في النص الأصلي لكل عمل أدبي للكاتب نجيب محفوظ، ثم قراءة النص السينمائي للعمل الفني المأخوذ عنه، ليخرج بنتيجة توضح كيف التزم كاتب سيناريو العمل السينمائي بالنص الأصلي للعمل الأدبي، سواء كان هذا العمل قصة أو رواية. أو أن السيناريست الذي قام بإعداد سيناريو الفيلم تجاهل فكرة وسياق النص الأدبي الأصلي، الذي كتبه نجيب محفوظ، ليخرج الفيلم في النهاية بعيدا عن العمل الأدبي المأخوذ عنه.
قام الكاتب محمود قاسم بالحديث عن كتابه «نجيب محفوظ بين الفيلم والرواية» في كثير من الندوات والفعاليات، حيث أقامت لجنة القصة بالمجلس الأعلى للثقافة في أول يونيو 2011 لقاء ضمن فعاليات «الصالون الرابع لنجيب محفوظ» تحدث فيه الكاتب محمود قاسم عن المكان في أعمال نجيب محفوظ بين الفيلم والرواية. وتحدث قاسم عن كتابه في ندوة «الكاتب بين الرواية والعمل السينمائي» التي أقيمت في 21 نوفمبر 2014 على هامش معرض الكويت للكتاب في نسخته 39. وفي 13 ديسمبر 2014 استضاف «مركز الشيخ إبراهيم للثقافة والبحوث» محمود قاسم لتناول موضوع «الأدب والسينما» وأفاد بأن الكتاب في العادة لا يرفضون العروض السينمائية، وذلك لأن المردود المالي الذي يتلقونه من ذلك أكثر مما سيحصلون عليه من النشر. وأشار في هذا الصدد إلى نجيب محفوظ الذي لم يكن يرفض العروض السينمائية. وفي 22 ديسمبر 2018 شهدت الندوة التي أقامها مركز الدراسات الثقافية بالتعاون مع منتدى محمد عفيفي مطر، مناقشة رأي محمود قاسم حول علاقة نجيب محفوظ بالمخرجين: لم يتهافت المخرجين في السينما المصرية، وايضا في الدراما الإذاعية والتلفزيونية، مثلما حدث مع أدب نجيب محفوظ، وأيضا إحسان عبد القدوس، وذلك بسبب عبقرية المكان والموضوع. كما تم عقد لقاء لمناقشة كتاب محمود قاسم «نجيب محفوظ بين الفيلم والرواية» ضمن فعاليات «صالون بحب السيما» في 29 مارس 2019 في دار الأوبرا المصرية.

## محتوى الكتاب
يقع الكتاب في 37 فصلاً يقدم كل فصل لفيلم سينمائي مأخوذ من أعمال نجيب محفوظ، بجانب الأعمال التي كتبها محفوظ للسينما مباشرة، إضافة إلى مقدمة تتضمن إهداءً خاصاً من المؤلف لأديب نوبل الراحل.
أفلام نجيب محفوظ
بداية ونهاية - اللص والكلاب - زقاق المدق - بين القصرين - الطريق - خان الخليلي - القاهرة 30 - قصر الشوق - السمان والخريف - دنيا الله - ميرامار - السراب - ثرثرة فوق النيل - صور ممنوعة - السكرية - الشحات - الحب تحت المطر - الكرنك - الشيطان يعظ - أهل القمة - وكالة البلح - أيوب - الخادمة - دنيا الله - شهد الملكة - المطارد - التوت والنبوت - الحب فوق هضبة الهرم - الحرافيش - الجوع - وصمة عار - أصدقاء الشيطان - قلب الليل - نور العيون - ليل وخونة - وسمارة الأمير.
أعمال كتبت للسينما
المنتقم - لك يوم يا ظالم - مغامرات عنتر ولبلب - ريا وسكينة - الوحش - جعلوني مجرما - درب المهابيل - النمرود - الفتوة - ساحر النساء - الطريق المسدود - الهاربة - جميلة - أنا حرة - إحنا التلامذة - بين السماء والأرض - ثمن الحرية - بئر الحرمان - دلال المصرية - الاختيار - ذات الوجهين – المجرم 

## مقتطفات من الكتاب
كتب محمود قاسم: "أتاحت لى الفترة التي قمت فيها بإعداد هذا الكتاب، أن أعاود قراءة إبداعك الجميل، مرة واحدة، في فترة متقاربة، وأن أشاهد الأفلام المأخوذة عن بعض هذا الإبداع، من روايات وقصص كثيرة مما جعلني أعايش عالم الكاتب البالغ الاتساع، رغم ضيق المكان فيه، وذلك من خلال شخصياته، والأماكن التي يعيشون فيها، والمصائر التي تنتظرهم، بالإضافة إلى مواقفهم من الحياة، والكون والمسائل القدرية. وجاءت فكرة هذا الكتاب، من خلال اهتمامي بالمقارنة دوماً بين النصوص الأدبية، والأفلام السينمائية المأخوذة عنها، سواء في الآداب العالمية أو المحلية، وهو أمر مهم للغاية، حيث لاحظت دوماً أن الكثيرين من المهتمين بالسينما المصرية، ومنهم نقاد، لا يقرأون الآداب إلا قليلاً، وأن أدباء ينظرون إلى السينما في بعض الأحيان، نظرة دونية فلا يتابعون الجديد منها، وإن كان بعض الأدباء قد صاروا نجوماً في السينما بفضل إبداعاتهم، لذا، فإن الدراسات المقارنة الحقيقية بين الآداب والسينما قليلة للغاية، رغم هذا الكم الكبير من الأفلام الجيدة، والمتميزة المأخوذة في كل أنحاء الكون عن الأدب. مهما قيل أن الفيلم صورة فهو أيضاً، قصة وحوار.
......
هذا كتاب عن العلاقة بين الفيلم والرواية عند الكاتب، أو بشكل عام بين النص الأدبي، أياً كان رواية أو قصة قصيرة، وبين النص الروائي وبين النص السينمائي، إنه كتاب مقارنة في المقام الأول بين الطرفين: الفيلم، الرواية. وبالعكس. هو قراءة لكلا النصين معاً، أي قراءة النص السينمائي، مع أصله النص الأدبي، ماذا لفت كاتب السيناريو في النص الأدبي، وماذا توقف عنده، وماذا حذف من النص؟ ثم إضافات السيناريو، حيث لوحظ أن هناك كتاب سيناريو تعاملوا مع النص الأدبي بالتزام واضح في أفلام عديدة منها «اللص والكلاب»، و«أهل القمة»، و«الحب فوق هضبة الهرم»، و«بين القصرين»، وبدرجات مختلفة في «السمان والخريف»، و«الطريق»، و«السكرية»، و«الحب تحت المطر»، و«ميرامار»، و«القاهرة 30»، و”الحرافيش”، وراحت أفلام أخرى تأخذ بعض السطور أو الفصول، مثل «الخادمة» و«نور العيون»، و«وصمة عار»، و«ليل وخونة» بينما من الصعب جداً أن نرى أي علاقة بين أفلام كتب في أفيشاتها إنها مأخوذة عن نجيب محفوظ، دون أن تكون مأخوذة حقيقة عن أي من أعمال نجيب محفوظ، مثل «الشريدة» لأشرف فهمي، و«أميرة حبي أنا» لحسن الإمام، و«فتوات بولاق» ليحيى العلمي، و«المذنبون» لسعيد مرزوق.
.....
تجاهلت الكتابة والمقارنة عن هذه الأفلام، فمثلاً بالبحث عن الأصل الأدبي لفيلم «فتوات بولاق»، فإن معركة مفتعلة قد قيلت في بداية الثمانينيات أن الأصل هو «الشيطان يعظ»، علماً أن هذا الاسم هو للمجموعة، وليس للقصة المأخوذ عنها الفيلم، وقد قيل آنذاك أن القصة بيعت مرتين، كما ادعى البعض أنها مأخوذة من إحدى قصص «أولاد حارتنا»، وهذا ليس صحيحاً، كما أن البعض ذكر، أن الفيلم مأخوذ من الحكاية رقم (22) في رواية «حكايات حارتنا» وبقراءة الحكاية التي لا تزيد عن صفحتين، اتضح أنها لا علاقة لها بقصة الفيلم، والأرجح أنها مأخوذة من «الشيطان يعظ».

## نقد وتعليقات
كتب موقع البيان 42 بتاريخ 7 أغسطس 2011: «حاول المؤلف محمود قاسم في كتابه أن يرصد الهامش الذي يتحرك فيه كاتب سيناريو الفيلم المأخوذ عن العمل الأدبي، وفي الوقت نفسه مدى التزامه بالنص الأدبي المأخوذ عنه الفيلم أو العمل الفني.»
كتب موقع «زمان الوصل» في 10 يوليو 2014: «في آخر فصول الكتاب قدم الكاتب قائمتين لكافة البيانات عن الأفلام التي كتبها نجيب محفوظ مباشرة إلى السينما، وأخرى عن الأفلام المأخوذة مباشرة من نصوصه الأدبية، في أول تجميعة من نوعها.»
نشر موقع التآخي في 9 فبراير 2012: «أغلب الروايات التي كتبها نجيب محفوظ في المرحلة الثالثة، كانت نهاياتها مفتوحة، لكن السينما حسمت الكثير من هذه النهايات، بحكايات مصيرية، إما بالموت أو الزواج، أو ما يسمى بالنهاية السعيدة، وقد حدث ذلك في كل من» اللص والكلاب«، و» الطريق«، و» السمان والخريف«، و» ميرامار«، و» الشحاذ«، و» الكرنك«، و» حب تحت المطر«، وغيرها، حيث بدا محفوظ أكثر رحمة بأبطالها مهما كان سلوكهم، فلم تمت الشخصية الرئيسية في هذه الأفلام، بل ظلت مصائرهم معلقة، وإن كانوا على شفا أن يدفعوا ثمن ما اقترفوه، مثل سعيد مهران، وصابر الرحيمى، وعيسى الدباغ، وزهره، وآخرين.»
كتبت نشوة مصطفى على موقع «الكتابة» في 22 يونيو 2021: «يتميز الكتاب أنه من الأعمال القليلة التي قدمت تحليل متوازن لفني الرواية والسينما. يوضح الكاتب اختلاف أدوات الرواية عن السينما وقدرتها على تقديم سحر وجماليات مختلفة؛ ربما لا تستطيع السينما بتقنيتها الخاصة تقديم جماليات الرواية ويكشف الكاتب الفرق بين رؤية نجيب محفوظ الروائية، ورؤية مخرج وكاتب السيناريو السينمائية في أعمال نجيب محفوظ التي تم تحويلها إلى أفلام سينمائية. كما عنى الكاتب لتناول أوجه التشابه بين الرواية والفيلم من حيث وحدة البناء الأساسية وهي المشهد واتخذ الكاتب رواية بداية ونهاية كنموذج للأعمال التي تم تحويلها إلى أفلام سينمائية خاصة وأنه من الأولى الأعمال التي حرص فيها نجيب محفوظ على الاعتماد على الحوار فيما يشبه سيناريو الأفلام.»
كتب أحمد إبراهيم على موقع «صدى البلد» في 30 أغسطس 2021 عن مؤلف الكتاب: «قال الناقد محمود قاسم إن روايات نجيب محفوظ كانت بمثابة إلهام ساحر لصناع السينما وان كان هناك كثير من الأعمال السينمائية التي لم تستطع الوصول إلى نفس القمة الابداعية للرواية، وأضاف محمود قاسم: كانت هناك كثير من المحاولات ولكن ظل نجيب محفوظ متربعا على عرش السينما والدراما كمونها الأكثر دقة وتعبيرا للحارة الشعبية التي حاولت الصورة ان تنقلها ولكنها اقتربت منها فقط. وأوضح محمود قاسم: أي ان أفضل الأعمال التي قدمت في السينما من روايات نجيب محفوظ هي الثلاثية.»
كتبت لمى طيارة على موقع صحيفة العرب في 29 مايو 2018: «أكد قاسم أن هناك كتّاب سيناريو تعاملوا مع النص الأدبي لنجيب محفوظ بالتزام واضح مثل» اللص والكلاب«، و» بين القصرين«، وغيرها، وبعضهم تعامل معها بالتزام بدرجة أقل كما في» السمان والخريف"، "الطريق«، و» السكرية«، وراحت  أفلام أخرى تأخذ بعض السطور أو الفصول مثل» الخادمة«، و» نور العيون«، بينما من الصعب جدا أن نرى أي علاقة بين أفلام كتب في أفيشاتها إنها مأخوذة عن نجيب محفوظ، دون أن تكون مأخوذة حقيقة عن أي من أعماله، مثل» الشريدة«لأشرف فهمي، و» أميرة حبي أنا«لحسن الإمام، و» فتوات بولاق«ليحيى العلمي، و» المذنبون«لسعيد مرزوق.»
جاء على موقع «وكالة أنباء الكتاب الإيرانية» في 5 أغسطس 2011: «صدر كتاب في مصر حديثاً يحمل عنوان» نجيب محفوظ بين الفيلم والرواية«للناقد محمود قاسم ويتناول العلاقة بين النصوص الأدبية لهذا الروائي المصري الراحل والأفلام المقتبسة عن أعماله. لا يزال يمثل نجيب محفوظ، ذلك الروائي العربي الذي حصل على جائزة» نوبل«للآداب حالة إبداعية خاصة، ليس فقط لأنه هو مؤسس للرواية العربية الحديثة، بل لأنه أيضاً من أكثر الكتاب العرب الذين أثروا السينما العربية.»

## وصلات خارجية
https://www.imdb.com/name/nm0536914/ نجيب محفوظ بين الفيلم والرواية
https://www.goodreads.com/book/show/11250116 نجيب محفوظ بين الفيلم والرواية
https://elcinema.com/person/1045036/filmography نجيب محفوظ بين الفيلم والرواية
http://www.altaakhipress.com/viewart.php?art=9031 نجيب محفوظ بين الفيلم والرواية